# كفر الشرفا الغربي (المنوفية)
كفر الشرفا الغربي إحدى قرى مركز تلا التابع لمحافظة المنوفية بجمهورية مصر العربية.

## السكان
بلغ عدد سكان كفر الشرفا الغربي 3,788 نسمة، منهم 1،896 رجل و1،892 إمرأة، حسب الإحصاء الرسمي لعام 2006.